# Nishi Takeichi
Đại tá nam tước Takeichi Nishi (西 竹一 Tây Trúc Nhất,  12 tháng 7 năm 1902 – khoảng 22 tháng 3 năm 1945) là một sĩ quan Lục quân Đế quốc Nhật Bản, vận động viên giành huy chương vàng Olympic tại Thế vận hội Los Angeles 1932 bộ môn biểu diễn cưỡi ngựa nhảy rào. Ông là sĩ quan chỉ huy một đơn vị xe tăng trong trận Iwo Jima và đã tử trận trong lúc phòng thủ hòn đảo.

## Thân thế và tuổi trẻ
Nishi sinh ra tại quận Azabu của Tokyo. Ông là người con trai ngoài giá thú thứ ba của Nishi Tokujirō, một danshaku (nam tước trong hệ thống phong tước kazoku). Mẹ của ông không phải là vợ của Tokujirō và bà đã bị buộc phải ra khỏi nhà không lâu sau khi sinh con. Cha của ông đã nắm giữ nhiều vị trí cao tại Bộ Ngoại giao và Xu mật viện Đế quốc, nắm đến chức Đại sứ tại nhà Thanh (Trung Quốc) thời phong trào Nghĩa Hòa Đoàn.
Năm 1912 khi lên 10, Takeichi thừa kế tước hiệu nam tước sau cái chết của cha mình. Tháng 9 năm 1917, ông vào trường thiếu sinh quân Hiroshima, một trường dự bị quân sự theo mô hình của Phổ, và năm 1920 thì theo học Học viện thiếu sinh trung ương Tokyo. Một trong những bạn cùng lớp của ông là Tsuji Masanobu, từng là sinh viên đứng đầu học viện Nagoya. Tháng 4 năm 1920, ông bắt đầu học tại Trường Sĩ quan Lục quân Đế quốc Nhật Bản. Ngay khi đang học giữa chừng, ông được biên chế vào Trung đoàn Kỵ binh số 1 đóng tại Setagaya, Tokyo. Năm 1924, ông tốt nghiệp học viện, xếp thứ 13 trong số 19 sinh viên trong lớp ông, và nhận quân hàm thiếu úy tháng 10 năm đó. Ông tiếp tục ở trung đoàn Kỵ binh số 1 sau khi tốt nghiệp trường Kỵ binh Lục quân. Ông lên hàm trung úy tháng 10 năm 1927.